# Abraxas continuata
Abraxas continuata är en fjärilsart som beskrevs av W. Warren 1907. Abraxas continuata ingår i släktet Abraxas och familjen mätare. Inga underarter finns listade i Catalogue of Life.